# Rio Areia
O rio Areia é um curso de água que banha o estado do Paraná, Brasil.